# Atentado à Família Real Neerlandesa em 2009
O atentado à Família Real Neerlandesa ocorreu no dia 30 de abril de 2009, feriado nacional neerlandês – Koninginnedag (Dia da Rainha), quando um homem na cidade de Apeldoorn conduziu o seu carro em alta velocidade contra um desfile que incluía a Rainha Beatriz e outros membros da Família Real.
O motorista avançou contra o público, deixando oito mortos e dez feridos. A Família Real saiu ilesa. Acredita-se ser o primeiro ataque contra os membros da Família Real Neerlandesa em tempos modernos.
O condutor, identificado como um homem de 38 anos, neerlandês, com o nome de Karst Tates, morreu um dia após o incidente, por bater o carro, um Suzuki Swift preto, em alta velocidade contra um monumento. Ele foi resgatado inicialmente pelo serviço de emergência dos bombeiros e a polícia, e levado para o hospital para tratamento. Ele também foi formalmente detido no local do acidente.
Após o ataque, todos os eventos previstos para comemorar o feriado nacional foram cancelados às 12h15, hora local. Muitos eventos em toda a Holanda também foram cancelados.

## Localização do ataque

Esquema do incidente. Vermelho é o caminho do carro, cor de laranja o caminho do Ônibus que transportou a Família Real

Às 11h50, o ônibus aberto, que transportava a Família Real, fez sua última volta antes de ir para o palácio de Het Loo, em Apeldoorn, quando um velho Suzuki Swift preto se lançou através dos espectadores e bateu em um monumento, faltando pouco para chegar ao ônibus Real. Depois da colisão, o veículo foi examinado pelo departamento anti-terrorista da polícia local. Esta pesquisa foi mostrada ao vivo na TV.

## Perfil do criminoso
O condutor foi identificado como Karst Tates de Huissen na província holandesa da Guéldria, que anteriormente não tinha qualquer antecedente criminal na polícia. Tates, que mais tarde morreu, foi acusado nos termos do artigo 108 da Lei Penal holandesa, raramente utilizado, o artigo que trata sobre ataques à Família Real. Além disso, possíveis acusações de assassinato ou homicídio também foram mencionadas. Apesar das tentativas para salvar sua vida, Karst Tate morreu em 1.º de Maio, devido a lesões cerebrais causadas pelo acidente.

## Acontecimentos posteriores
Poucas horas após o ataque, Rainha Beatriz dirigiu-se à nação numa mensagem de vídeo emocionada.
| “                | O que começou como um belo dia, acabou com um drama terrível, que chocou todos nós. Pessoas que estavam nas proximidades, os que viram acontecer na televisão, todos os que presenciaram e assistiram estão chocados e incrédulos. Nós (Família Real) lamentamos que tenha ocorrido algo tão terrível. A minha família e eu pensamos que cada pessoa no país sente as vítimas, os seus familiares e amigos e todos aqueles que foram afectados com este acidente. | ” |
| — Rainha Beatriz | |   |

À tarde, em conferência de imprensa, a polícia relatou que o homem, que estava consciente, mas ainda muito ferido depois do acidente, disse à polícia que tinha realizado um acto deliberado que visava a Família Real. Ele não tinha antecedentes de problemas psicológicos e não há indicações de que qualquer tipo de grupo terrorista estivesse envolvido. Rumores iniciais de que o carro foi equipado com explosivos, foram posteriormente negados pela polícia. Pensa-se que o homem estava desesperado por ter perdido a casa e o emprego.